# Mario Morra (Filmeditor)
Mario Morra (* 1935 in Rom; † 11. Oktober 2024 in Castelnuovo di Porto) war ein italienischer Filmeditor und Filmregisseur.
Morra begann Anfang der 1960er Jahre als Schnittassistent; nach seinem Debüt 1964 als verantwortlicher Editor, etablierte er sich bis in die 1990er Jahre hinein als einer der gefragtesten Vertreter seiner Profession, für künstlerisch anspruchsvolle Filme ebenso wie für auf schnelles Geld ausgelegte Kommerzware. In den 1970er und 1980er Jahren war er, meist in Ko-Regie und oft mit Antonio Climati auch für einige Vertreter des Mondo-Filmgenres sowie dokumentarhafte, aber recht reißerische Kompilationsfilme verantwortlich.

## Filmografie (Auswahl)
Schnitt
- 1966: Die 7 Pistolen des McGregor (7 pistole per i MacGregor)
- 1967: Der lange Tag der Rache (I lunghi giorni della vendetta)
- 1968: Der Bastard (I bastardi)
- 1968: Schlacht um Algier (La battaglia di Algeri)
- 1969: Friß oder stirb (Vivi o preferibilmente morti)
- 1969: Queimada – Insel des Schreckens (Queimada)
- 1970: Das Grauen kam aus dem Nebel (La morte risale a ieri sera)
- 1971: Das nackte Cello (Il merlo maschio)
- 1972: Una cavalla tutta nuda
- 1972: Dein Wille geschehe, Amigo (Così sia)
- 1972: Das Lied von Mord und Totschlag (Los amigos)
- 1972: Oktober in Rimini (La prima notte di quiete)
- 1973: Tödlicher Haß (Tony Arzenta)
- 1974: Brot und Schokolade (Pane e cioccolata)
- 1974: Der Mann ohne Gedächtnis (L'uomo senza memoria)
- 1974: Virilità
- 1975: Plattfuß räumt auf (Piedone a Hong Kong)
- 1975: Zorro (Zorro)
- 1976: Apache Woman (Una donna chiamata Apache)
- 1976: Hector, der Ritter ohne Furcht und Tadel (Il soldato di ventura)
- 1978: Plattfuß in Afrika (Piedone l'Africano)
- 1979: Kampf um die 5. Galaxis (L’umanoide)
- 1980: Plattfuß am Nil (Piedone d'Egitto)
- 1987: Das Geheimnis der Sahara (Il segreto del Sahara) (Fernseh-Mehrteiler)
- 1988: Cinema Paradiso (Nuovo cinema paradiso)
- 1990: Spatzi, Fratzi & Co. (C'era un castello con 40 cani)
- 1990: Allen geht’s gut (Stanno tutti bene)

Ko-Regie
- 1974: Der letzte Schrei des Dschungels (Ultima grida della savanna)
- 1976: Mondo Diavolo (Savana violenta)
- 1977: Speed Fever (Formula 1 – La febbre della velocità)
- 1985: Dimensione Violenza